# Danaarv
Danaarv (fornsvenska: dana arver, dana(r)arf, danarff daan arf) är en äldre benämning på sådant arv som det inte fanns några kända arvingar till.
Danaarv nämns redan i de medeltida landskapslagarna och tillföll då kronan eller kyrkan (exempelvis i Hälsingelagen sägs att danaarv ska tillfalla kyrka eller kloster). När Magnus Erikssons landslag trädde i kraft på 1350-talet reglerades i dess ärvdabalk att danaarv skulle tillfalla kronan. Bestämmelsen överfördes med språkliga ändringar till 15 kap. 1 § ärvdabalken i 1734 års lag. Några särskilda regler om användningen av danaarv fanns inte.
Svenska staten hade vid särskilda tillfällen under 1600- och 1700-talen helt eller delvis överlåtit sin rätt till danaarv till vissa städer såvitt gällde dödsbon efter respektive stads invånare. För Stockholms del skedde överlåtelsen genom privilegiebrev 1636 och 1660 medan Göteborg fick överta motsvarande rätt år 1716. Även städerna Sigtuna, Karlskrona, Kristianstad, Västerås och Norrköping hade genom separata beslut erhållit rätten till danaarv efter sina invånare. Landskrona, Karlshamn och Borås hade vid skilda tillfällen beviljats hälften av sina invånares danaarv. 
I Sverige upphörde danaarv 1928 då Allmänna arvsfonden inrättades och fick arvsrätt efter personer utan egna arvingar.